# 709193 Concettafinardi
709193 Concettafinardi è un asteroide della fascia principale interna. Scoperto nel 2012, presenta un'orbita caratterizzata da un semiasse maggiore pari a 2,290424 UA e da un'eccentricità di 0,107045, inclinata di 3,255442° rispetto all'eclittica.